# Série 1050 da CP
A série 1050 é um tipo de locotractora que esteve ao serviço da empresa pública que gere o transporte ferroviário em Portugal - CP (Comboios de Portugal).

## História
Em 27 de Janeiro de 1955, a Companhia dos Caminhos de Ferro Portugueses fez à casa francesa Locotracteurs Gaston Moyse uma encomenda de 17 locomotivas diesel-eléctricas para manobras, e mais o fornecimento de peças e equipamentos sobressalentes. Foram construídas ainda em 1955. A unidade 1067 foi preservada num museu.

## Caracterização
Esta série era composta por 17 unidades a tracção diesel-eléctrica.

## Características técnicas

### Informações diversas
Ano de entrada ao serviço: 1955
Tipo de transmissão: Eléctrica
Natureza do serviço: Manobras
Bitola de via: 1668 mm

### Construtores/fabricantes
Partes mecânicas: Gaston - Moyse
Motores de tracção: Deutz
Transmissão: Gaston - Moyse
Freio: Companie des Freins Westinghouse
Lubrificadores de verdugos: não tem
Registador de velocidade: Moise - só indicador
Transmissão de movimento: Gaston - Moyse
Equipamento de aquecimento eléctrico: Não tem
Sistema de homem morto: fr:Moyse

### Características gerais
Tipo da locomotiva (construtor): BA
Potência nominal (rodas): 122 Cv (88Kw)
Disposição dos rodados:   B
Diâmetro da rodas (novas): 1050 mm
Número de cabinas de condução: 1 - Comando esquerda-direita
Freio pneumático: Ar comprimido
Areeiros (número): 4

### Características de funcionamento
Velocidade máxima: 38 Km/h
Esforço de tracção:
- No arranque: 7 000 Kg (U=0,25)
- No regime contínuo: 7 000 Kg
- Velocidade correspondente ao regime contínuo: 4 Km/h
- Esforço de tracção à velocidade máxima: 0 Kg

Freio dinâmico:
- Esforço máximo das rodas: Não tem
- Velocidade correspondente: Não tem

### Pesos
Pesos (em vazio) (T):
- Motor Diesel: 1,56
- Gerador principal: 1,03
- Motor de tracção: 2,15
- Bogies completos: não tem
- Total: 4,75

Pesos (aprovisionamentos) (T):
- Combustível: 0,835
- Óleo do diesel: 0,036
- Água de refrigeração: 0,114
- Areia: 0,150
- Pessoal e ferramentas: 0,200
- Total: 1,335

Pesos (total) (T):
- Peso em tara: 27,00
- Peso em ordem de marcha: 28,30
- Peso aderente: 28,30

### Motor diesel de tracção
Quantidade: 1
Tipo: M 6 A
Número de tempos: 4
Disposição e número de cilindros: Lv 6
Diâmetro e curso: 150 x 170 mm
Cilindrada total: 18 I
Sobrealimentação: Não tem
Potência nominal (U. I. C.): 200 Cv
Velocidade nominal: 1500 rpm
Potência de utilização: 200 Cv

### Transmissão de movimento
Tipo: 1 - Geradores CC; 2 - Motores de tracção em tandem
Características essenciais: Suspensão total; ventilação forçada; realção final da transmissão: 7,72

## Leitura recomendada
- CERVEIRA, Augusto; CASTRO, Francisco Almeida e (2006). Material e tracção: os caminhos de ferro portugueses nos anos 1940-70. Col: Para a História do Caminho de Ferro em Portugal. 5. Lisboa: CP-Comboios de Portugal. 270 páginas. ISBN 989-95182-0-4